# 자이버넛
자이버넛(Xybernaut) 또는 자이버너서 코퍼레이션(Xybernaut Corporation)은 웨어러블 모바일 컴퓨팅 하드웨어, 소프트웨어 및 서비스 제조업체였다. 제품으로는 아티고(Atigo) 태블릿PC, 포마(Poma) 웨어러블 컴퓨터, 웨어러블 컴퓨터 MA-V 등이 있다.
이 회사는 2006년까지 버지니아주 페어팩스에 본사를 두고 있다가 2006년 버지니아주 챈틸리로 이전했다.
최초의 웨어러블 컴퓨터인 포마는 2002년에 출시되었을 때 초기에 큰 반향을 불러일으켰지만 제품의 속도 저하와 당황스러운 외관으로 인해 10년이 지나면서 "최악의 기술 실패" 목록에 오르게 되었다. 파산에서 살아남았지만 2017년에 자이버넛은 금융 스캔들과 규제 및 형사상의 제약으로 무너졌다.